# Peter Seifert (Politiker, 1870)
Peter Seifert (* 11. Juni 1870 in Gersfeld (Rhön); † im 20. Jahrhundert) war ein deutscher Landwirt und Bürgermeister sowie Mitglied des Preußischen Abgeordnetenhauses.

## Leben
Peter Seifert führte in seinem Heimatort einen landwirtschaftlichen Betrieb und übte dort das Amt des Bürgermeisters aus, als er 1921 ein Mandat für die erste Kammer (Preußisches Abgeordnetenhaus) des Landesparlaments ims Freistaat Preußen erhielt. Er hatte als Mitglied der Deutschen Volkspartei bis 1925 einen Sitz.
Die zweite Kammer war der Preußische Staatsrat.